# الخائفون
الخائفون رواية للقاصة والروائية السورية ديمة ونّوس. صدرت الرواية لأوّل مرة عام 2017 عن دار الآداب للنشر والتوزيع في بيروت. ودخلت في القائمة الطويلة للجائزة العالمية للرواية العربية لعام 2018، المعروفة باسم «جائزة بوكر العربية».

## حول الرواية
تروي الكاتبة السورية «ديمة ونّوس» في هذه الرواية حكاية سُليمى ونسيم، الرجل صاحب الرواية التي لم تكتمل، الأشبه بسيرة امرأة مصنوعة من الخوف، كحال سليمى. ما الذي أراده نسيم من سليمى، أن تكتب هي النهاية التي لم يستطع هو أن يكتبها؟ .